# Universitat del Minho
La Universitat del Miño, Universidade do Minho en portuguès, és una institució d'ensenyament superior públic que forma part del grup de noves universitats portugueses. Disposa de quatre campus diferenciats a Braga i un altre a Guimaraes.
La Universitat de Minho, fundada el 1973, és una de les llavors anomenades "Noves Universitats" que, en aquell moment, van canviar profundament el panorama de l'educació superior a Portugal.
Situada a la regió de Minho, coneguda per la seva important activitat econòmica i per la joventut de la seva població, la Universitat de Minho està fent el paper d'agent de desenvolupament a la regió.
Amb més de 19.000 estudiants (el 42% dels quals són estudiants de postgrau) i amb uns 1.300 professors i 600 empleats, UM és una de les universitats portugueses més grans.
A partir de 2013, la Universitat de Minho apareix al rànquing de Times Higher Education com una de les 100 millors universitats del món per a menors de 50 anys, ocupant la posició 76. El 2014, es va situar en el lloc 75 de la general. La universitat és àmpliament considerada pel nombre de cites dels seus articles publicats. Al rànquing mundial d'universitats del Times Higher Education de 2015, la universitat es va classificar entre el 351 i el 400 a tot el món.